# Girnár
Girnár (gudžarátsky ગિરનાર) je horský masiv na Káthijávárském poloostrově v Indii. Má pět hlavních vrcholů, z nichž nejvyšší měří 1 117 m n. m. Je nejvyšší horou státu Gudžarát a nachází se 10 km východně od města Džúnágadh. Útvar patří k Dekkánským trapům a tvoří ho intruzivní horniny.
Hora byla posvátná již ve védském období, dokladem o době buddhistických států jsou pak skalní nápisy, které zde nechal vytesat panovník Ašóka. Girnár uctívají hinduisté i džinisté, nachází se zde množství starobylých chrámů a ášramů s bohatou výzdobou. Na vrchol vede podle místní tradice 9999 schodů. Na přelomu října a listopadu se zde koná pouť Lili Parikrama.
V horách žije množství opic a ptáků, mj. kriticky ohrožený sup indický.
V roce 2020 byla zprovozněna lanová dráha na vrchol, která měří 2,3 km a je nejdelší lanovkou v Asii. Její stavba se plánovala již od roku 1983, realizaci však odložily protesty ochránců přírody.